# Degete mici
Degete mici este romanul de debut al jurnalistului și romancierului român Filip Florian.
După publicarea primei ediții, în anul 2005, romanul Degete mici a primit Premiul pentru „Cel mai bun debut” acordat de România literară și Fundația Anonimul (2005) și Premiul Uniunii Scriitorilor din România pentru „Cel mai bun debut în proză” (acordat în 2006).
Datorită agentului literar Simona Kessler, romanul a fost achiziționat spre traducere și difuzare de către editurile Houghton Mifflin Harcourt (în țările de limbă engleză și din întreaga lume cu excepția Europei), Suhrkamp (Germania), Magvető (Ungaria), Czarne (Polonia), Kalligram (Republica Cehă), Didakta (Slovenia), Acantilado (Spania) și Fazi (Italia).

## Traduceri
- Dito mignole (traducere în italiană de Maria Luisa Lombardo).
- Majhni prsti (traducere în slovenă de Aleš Mustar) la Editura Didakta
- Maličky (traducere în slovacă de Eva Tapajnova) la Editura Kalligram
- Kleine Finger (traducere în germană de Georg Aescht) la editura Suhrkamp, 2008
- Kisujjak (traducere în maghiară de Karacsony Zsolt) la editura Magveto Publishing House Ltd, 2008
- Małe Palce (traducere în poloneză de Szymon Wcisło) la editura Czarne, 2008
- Little fingers (traducere în engleză de Alistair Ian Blyth) la editura americana Houghton Mifflin Harcourt, 2009